# Bart Dirks
Bart Dirks (Heerlen, 8 augustus 1972) is historicus, schrijver en journalist bij de Volkskrant. Hij studeerde contemporaine geschiedenis en Latijns-Amerika Studies aan de Universiteit Utrecht en deed in 1997 de Postdoctorale Opleiding Journalistiek (PDOJ) aan de Erasmus Universiteit Rotterdam.
Als student werkte hij freelance voor een aantal tijdschriften en voor het Heerlense theaterfestival Cultura Nova. Ook was hij als vrijwilliger actief voor de Landelijke Vereniging van Wereldwinkels en bij een aantal lokale Wereldwinkels.
Bij de Volkskrant werkte hij bij de Wetenschaps- en Economieredactie en voor de zaterdagbijlage het Vervolg. Tussen 2003 en 2008 was hij buitenlandcorrespondent in Brussel voor België en de Europese Unie voor die krant. Vanaf september 2008 is hij gestationeerd in Den Haag als parlementair verslaggever. Sinds 2012 is hij regioverslaggever Den Haag/Rotterdam en geregeld chef van de centrale nieuwsredactie in Amsterdam.
In april 2008 verscheen het boek België Bestaat, Cultuurwijzer van een gespleten land bij uitgeverij Bert Bakker. Daarvan verscheen in mei de tweede druk.
- Digitale Bibliotheek voor de Nederlandse Letteren: dirk041
- International Standard Name Identifier: 0000 0003 6907 350X
- Library of Congress Control Number: no2015083674
- Nederlandse Thesaurus van Auteursnamen: 156229781
- Virtual International Authority File: 288520815
- WorldCat: E39PBJx4jwPTvwjv6DW4KwMdcP